# (1268) Libya
(1268) Libya ist ein Asteroid des Hauptgürtels, der am 29. April 1930 vom südafrikanischen Astronomen Cyril V. Jackson in Johannesburg entdeckt wurde. 
Der Asteroid ist nach dem nordafrikanischen Land Libyen benannt.